# Élections municipales de 2026 dans le Gard
Pour un article plus général, voir Élections municipales françaises de 2026.
Les élections municipales dans le Gard sont prévues en mars 2026. Cette page ne traite que les communes de 3 000 habitants et plus dans le Gard.

## Résultats à l'échelle du département

### Maires sortants et maires élus
| Commune                    | Population (en 2022) | Maire sortant(e)              | Parti | Parti  | Maire élu(e) | Parti | Parti |
| -------------------------- | -------------------- | ----------------------------- | ----- | ------ | ------------ | ----- | ----- |
| Aigues-Mortes              | 8 707                | Pierre Mauméjean              |       | UDI    |              |       |       |
| Aigues-Vives               | 3 340                | Jacky Rey                     |       | DVG    |              |       |       |
| Aimargues                  | 5 806                | Jean-Paul Franc               |       | SE     |              |       |       |
| Alès                       | 45 025               | Christophe Rivenq             |       | LR     |              |       |       |
| Anduze                     | 3 322                | Geneviève Blanc               |       | LÉ     |              |       |       |
| Les Angles                 | 8 694                | Paul Mély                     |       | DVD    |              |       |       |
| Aramon                     | 4 082                | Pascale Prat                  |       | DVG    |              |       |       |
| Bagnols-sur-Cèze           | 18 124               | Jean-Yves Chapelet            |       | PS     |              |       |       |
| Beaucaire                  | 15 695               | Nelson Chaudon                |       | RN     |              |       |       |
| Beauvoisin                 | 5 823                | Mylène Cayzac                 |       | DVG    |              |       |       |
| Bellegarde                 | 7 929                | Juan Martinez                 |       | PS     |              |       |       |
| Bernis                     | 3 341                | Théos Granchi                 |       | SE     |              |       |       |
| Bouillargues               | 6 119                | Maurice Gaillard              |       | DVC    |              |       |       |
| Caissargues                | 4 077                | Olivier Fabregoul             |       | SE     |              |       |       |
| Calvisson                  | 6 295                | André Sauzède                 |       | SE     |              |       |       |
| Caveirac                   | 4 328                | Jean-Luc Chailan              |       | DVD    |              |       |       |
| Clarensac                  | 4 257                | Patrick Gervais               |       | SE     |              |       |       |
| Gallargues-le-Montueux     | 3 615                | Freddy Cerda                  |       | UDI    |              |       |       |
| Garons                     | 5 244                | Yves Rodriguez                |       | DVD    |              |       |       |
| Générac                    | 4 039                | Frédéric Touzellier           |       | LR     |              |       |       |
| La Grand-Combe             | 4 837                | Laurence Baldit,              |       | PCF    |              |       |       |
| Le Grau-du-Roi             | 8 513                | Robert Crauste                |       | SE     |              |       |       |
| Jonquières-Saint-Vincent   | 3 886                | Jean-Marie Fournier           |       | LR     |              |       |       |
| Laudun-l'Ardoise           | 6 673                | Yves Cazorla                  |       | SE     |              |       |       |
| Manduel                    | 7 087                | Jean-Jacques Granat           |       | LR     |              |       |       |
| Marguerittes               | 8 370                | Rémi Nicolas                  |       | DVG    |              |       |       |
| Milhaud                    | 6 142                | Jean-Luc Descloux             |       | DVD    |              |       |       |
| Montfrin                   | 3 125                | Éric Tremoulet                |       | SE     |              |       |       |
| Nîmes                      | 150 444              | Jean-Paul Fournier            |       | LR     |              |       |       |
| Pont-Saint-Esprit          | 10 759               | Valère Segal                  |       | SE     |              |       |       |
| Poulx                      | 4 265                | Sylvie Compeyron              |       | DVG    |              |       |       |
| Pujaut                     | 3 911                | Sandrine Soulier              |       | SE     |              |       |       |
| Quissac                    | 3 449                | Serge Cathala                 |       | DVD    |              |       |       |
| Redessan                   | 4 227                | Fabienne Richard              |       | SE     |              |       |       |
| Rochefort-du-Gard          | 8 067                | Rémy Bachevalier              |       | DVD    |              |       |       |
| Roquemaure                 | 5 528                | Nathalie Nury                 |       | DVG    |              |       |       |
| Rousson                    | 4 437                | Ghislain Chassary             |       | PCF    |              |       |       |
| Saint-Ambroix              | 3 353                | Jean-Pierre de Faria          |       | LC-LNC |              |       |       |
| Saint-Christol-lez-Alès    | 7 199                | Jean-Charles Bénézet          |       | UDI    |              |       |       |
| Saint-Gilles               | 14 427               | Eddy Valadier                 |       | LR     |              |       |       |
| Saint-Geniès-de-Malgoirès  | 3 172                | Jean-Francois Durand-Coutelle |       | LR     |              |       |       |
| Saint-Hilaire-de-Brethmas  | 4 643                | Jean-Michel Perret            |       | PS     |              |       |       |
| Saint-Hippolyte-du-Fort    | 3 739                | Bruno Olivieri                |       | SE     |              |       |       |
| Saint-Julien-les-Rosiers   | 3 492                | Serge Bord                    |       | PCF    |              |       |       |
| Saint-Laurent-d'Aigouze    | 3 651                | Thierry Féline                |       | SE     |              |       |       |
| Saint-Martin-de-Valgalgues | 4 721                | Claude Cerpedes               |       | PCF    |              |       |       |
| Saint-Privat-des-Vieux     | 5 592                | Philippe Ribot                |       | UDI    |              |       |       |
| Saint-Quentin-la-Poterie   | 3 110                | Yvon Bonzi                    |       | PS     |              |       |       |
| Salindres                  | 3 648                | Etienne Malachanne            |       | DVG    |              |       |       |
| Sommières                  | 5 028                | Pierre Martinez               |       | SE     |              |       |       |
| Uchaud                     | 4 824                | Joffrey Léon                  |       | DVD    |              |       |       |
| Uzès                       | 8 360                | Jean-Luc Chapon               |       | PRV    |              |       |       |
| Vauvert                    | 11 772               | Jean Denat                    |       | PS     |              |       |       |
| Vergèze                    | 5 778                | Pascale Fortunat-Deschamps    |       | DVG    |              |       |       |
| Le Vigan                   | 3 786                | Sylvie Arnal                  |       | DVG    |              |       |       |
| Villeneuve-lès-Avignon     | 12 950               | Pascale Bories                |       | LR     |              |       |       |

### Résultats en nombre de maires
| Partis               | Partis                               | Maires sortants | Maires élus | Évolution |
| -------------------- | ------------------------------------ | --------------- | ----------- | --------- |
|                      | Divers gauche                        | 9               |             |           |
|                      | Parti socialiste                     | 5               |             |           |
|                      | Parti communiste français            | 4               |             |           |
|                      | Les Écologistes                      | 1               |             |           |
| Total gauche         | Total gauche                         | 19              |             |           |
|                      | Les Républicains                     | 8               |             |           |
|                      | Divers droite                        | 7               |             |           |
| Total droite         | Total droite                         | 15              |             |           |
|                      | Union des démocrates et indépendants | 4               |             |           |
|                      | Les Centristes - Le Nouveau Centre   | 1               |             |           |
|                      | Divers centre                        | 1               |             |           |
|                      | Parti radical                        | 1               |             |           |
| Total centre         | Total centre                         | 7               |             |           |
|                      | Rassemblement national               | 1               |             |           |
| Total extrême droite | Total extrême droite                 | 1               |             |           |
|                      | Sans étiquette                       | 14              |             |           |
| Total                | Total                                | 56              | 56          | -         |

## Résultats dans les communes de plus de 3 000 habitants

### Aigues-Mortes
- Maire sortant : Pierre Mauméjean (UDI)
- 29 sièges à pourvoir au conseil municipal (population légale 2022 : 8 707 habitants)
- 13 sièges à pourvoir au conseil communautaire (CC Terre de Camargue)

| Tête de liste            | Tête de liste        | Parti(s) | Nuance | Premier tour | Premier tour | Second tour | Second tour | Sièges | Sièges |
| Tête de liste            | Tête de liste        | Parti(s) | Nuance | Voix         | %            | Voix        | %           | CM     | CC     |
| ------------------------ | -------------------- | -------- | ------ | ------------ | ------------ | ----------- | ----------- | ------ | ------ |
|                          | Stéphane Pignan      | HOR      |        |              |              |             |             |        |        |
|                          | Noémie Albecq-Megias | DVD      |        |              |              |             |             |        |        |
|                          |                      |          |        |              |              |             |             |        |        |
| Exprimés                 |                      |          |        |              |              |             |             |        |        |
| Votes blancs             |                      |          |        |              |              |             |             |        |        |
| Votes nuls               |                      |          |        |              |              |             |             |        |        |
| Total                    | Total                | Total    | Total  |              | 100          |             | 100         | 29     | 13     |
| Absentions               |                      |          |        |              |              |             |             |        |        |
| Inscrits / participation |                      |          |        |              |              |             |             |        |        |

### Aigues-Vives
- Maire sortant : Jacky Rey (DVG)
- 23 sièges à pourvoir au conseil municipal (population légale 2022 : 3 340 habitants)
- 5 sièges à pourvoir au conseil communautaire (CC Rhôny Vistre Vidourle)

| Tête de liste | Tête de liste | Parti(s) | Nuance | Premier tour | Premier tour | Second tour | Second tour | Sièges | Sièges |
| Tête de liste | Tête de liste | Parti(s) | Nuance | Voix         | %            | Voix        | %           | CM     | CC     |
| ------------- | ------------- | -------- | ------ | ------------ | ------------ | ----------- | ----------- | ------ | ------ |

### Aimargues
- Maire sortant : Jean-Paul Franc (SE)
- 29 sièges à pourvoir au conseil municipal (population légale 2022 : 5 806 habitants)
- 7 sièges à pourvoir au conseil communautaire (CC de Petite Camargue)

| Tête de liste | Tête de liste | Parti(s) | Nuance | Premier tour | Premier tour | Second tour | Second tour | Sièges | Sièges |
| Tête de liste | Tête de liste | Parti(s) | Nuance | Voix         | %            | Voix        | %           | CM     | CC     |
| ------------- | ------------- | -------- | ------ | ------------ | ------------ | ----------- | ----------- | ------ | ------ |

### Alès
- Maire sortant : Christophe Rivenq (LR)
- 43 sièges à pourvoir au conseil municipal (population légale 2022 : 45 025 habitants)
- 27 sièges à pourvoir au conseil communautaire (Alès Agglomération)

| Tête de liste | Tête de liste | Parti(s) | Nuance | Premier tour | Premier tour | Second tour | Second tour | Sièges | Sièges |
| Tête de liste | Tête de liste | Parti(s) | Nuance | Voix         | %            | Voix        | %           | CM     | CC     |
| ------------- | ------------- | -------- | ------ | ------------ | ------------ | ----------- | ----------- | ------ | ------ |

### Anduze
- Maire sortante : Geneviève Blanc (LÉ)
- 23 sièges à pourvoir au conseil municipal (population légale 2022 : 3 322 habitants)
- 2 sièges à pourvoir au conseil communautaire (Alès Agglomération)

| Tête de liste | Tête de liste | Parti(s) | Nuance | Premier tour | Premier tour | Second tour | Second tour | Sièges | Sièges |
| Tête de liste | Tête de liste | Parti(s) | Nuance | Voix         | %            | Voix        | %           | CM     | CC     |
| ------------- | ------------- | -------- | ------ | ------------ | ------------ | ----------- | ----------- | ------ | ------ |

### Les Angles
- Maire sortant : Paul Mély (DVD)
- 29 sièges à pourvoir au conseil municipal (population légale 2022 : 8 694 habitants)
- 3 sièges à pourvoir au conseil communautaire (Grand Avignon)

| Tête de liste | Tête de liste | Parti(s) | Nuance | Premier tour | Premier tour | Second tour | Second tour | Sièges | Sièges |
| Tête de liste | Tête de liste | Parti(s) | Nuance | Voix         | %            | Voix        | %           | CM     | CC     |
| ------------- | ------------- | -------- | ------ | ------------ | ------------ | ----------- | ----------- | ------ | ------ |

### Aramon
- Maire sortante : Pascale Prat (DVG)
- 27 sièges à pourvoir au conseil municipal (population légale 2022 : 4 082 habitants)
- 6 sièges à pourvoir au conseil communautaire (CC du Pont du Gard)

| Tête de liste | Tête de liste | Parti(s) | Nuance | Premier tour | Premier tour | Second tour | Second tour | Sièges | Sièges |
| Tête de liste | Tête de liste | Parti(s) | Nuance | Voix         | %            | Voix        | %           | CM     | CC     |
| ------------- | ------------- | -------- | ------ | ------------ | ------------ | ----------- | ----------- | ------ | ------ |

### Bagnols-sur-Cèze
- Maire sortant : Jean-Yves Chapelet (PS)
- 33 sièges à pourvoir au conseil municipal (population légale 2022 : 18 124 habitants)
- 17 sièges à pourvoir au conseil communautaire (CA du Gard rhodanien)

| Tête de liste | Tête de liste | Parti(s) | Nuance | Premier tour | Premier tour | Second tour | Second tour | Sièges | Sièges |
| Tête de liste | Tête de liste | Parti(s) | Nuance | Voix         | %            | Voix        | %           | CM     | CC     |
| ------------- | ------------- | -------- | ------ | ------------ | ------------ | ----------- | ----------- | ------ | ------ |

### Beaucaire
- Maire sortant : Nelson Chaudon (RN)
- 33 sièges à pourvoir au conseil municipal (population légale 2022 : 15 695 habitants)
- 17 sièges à pourvoir au conseil communautaire (CC Beaucaire Terre d'Argence)

| Tête de liste | Tête de liste | Parti(s) | Nuance | Premier tour | Premier tour | Second tour | Second tour | Sièges | Sièges |
| Tête de liste | Tête de liste | Parti(s) | Nuance | Voix         | %            | Voix        | %           | CM     | CC     |
| ------------- | ------------- | -------- | ------ | ------------ | ------------ | ----------- | ----------- | ------ | ------ |

### Beauvoisin
- Maire sortante : Mylène Cayzac (DVG)
- 29 sièges à pourvoir au conseil municipal (population légale 2022 : 5 823 habitants)
- 6 sièges à pourvoir au conseil communautaire (CC de Petite Camargue)

| Tête de liste | Tête de liste | Parti(s) | Nuance | Premier tour | Premier tour | Second tour | Second tour | Sièges | Sièges |
| Tête de liste | Tête de liste | Parti(s) | Nuance | Voix         | %            | Voix        | %           | CM     | CC     |
| ------------- | ------------- | -------- | ------ | ------------ | ------------ | ----------- | ----------- | ------ | ------ |

### Bellegarde
- Maire sortant : Juan Martinez (PS)
- 29 sièges à pourvoir au conseil municipal (population légale 2022 : 7 929 habitants)
- 9 sièges à pourvoir au conseil communautaire (CC Beaucaire Terre d'Argence)

| Tête de liste | Tête de liste | Parti(s) | Nuance | Premier tour | Premier tour | Second tour | Second tour | Sièges | Sièges |
| Tête de liste | Tête de liste | Parti(s) | Nuance | Voix         | %            | Voix        | %           | CM     | CC     |
| ------------- | ------------- | -------- | ------ | ------------ | ------------ | ----------- | ----------- | ------ | ------ |

### Bernis
- Maire sortant : Théos Granchi (SE)
- 23 sièges à pourvoir au conseil municipal (population légale 2022 : 3 341 habitants)
- 1 siège à pourvoir au conseil communautaire (Nîmes Métropole)

| Tête de liste | Tête de liste | Parti(s) | Nuance | Premier tour | Premier tour | Second tour | Second tour | Sièges | Sièges |
| Tête de liste | Tête de liste | Parti(s) | Nuance | Voix         | %            | Voix        | %           | CM     | CC     |
| ------------- | ------------- | -------- | ------ | ------------ | ------------ | ----------- | ----------- | ------ | ------ |

### Bouillargues
- Maire sortant : Maurice Gaillard (DVC)
- 29 sièges à pourvoir au conseil municipal (population légale 2022 : 6 119 habitants)
- 3 sièges à pourvoir au conseil communautaire (Nîmes Métropole)

| Tête de liste | Tête de liste | Parti(s) | Nuance | Premier tour | Premier tour | Second tour | Second tour | Sièges | Sièges |
| Tête de liste | Tête de liste | Parti(s) | Nuance | Voix         | %            | Voix        | %           | CM     | CC     |
| ------------- | ------------- | -------- | ------ | ------------ | ------------ | ----------- | ----------- | ------ | ------ |

### Caissargues
- Maire sortant : Olivier Fabregoul (SE)
- 27 sièges à pourvoir au conseil municipal (population légale 2022 : 4 077 habitants)
- 1 siège à pourvoir au conseil communautaire (Nîmes Métropole)

| Tête de liste            | Tête de liste      | Parti(s) | Nuance | Premier tour | Premier tour | Second tour | Second tour | Sièges | Sièges |
| Tête de liste            | Tête de liste      | Parti(s) | Nuance | Voix         | %            | Voix        | %           | CM     | CC     |
| ------------------------ | ------------------ | -------- | ------ | ------------ | ------------ | ----------- | ----------- | ------ | ------ |
|                          | Olivier Fabregoul, | SE       |        |              |              |             |             |        |        |
|                          |                    |          |        |              |              |             |             |        |        |
| Exprimés                 |                    |          |        |              |              |             |             |        |        |
| Votes blancs             |                    |          |        |              |              |             |             |        |        |
| Votes nuls               |                    |          |        |              |              |             |             |        |        |
| Total                    | Total              | Total    | Total  |              | 100          |             | 100         | 27     | 1      |
| Absentions               |                    |          |        |              |              |             |             |        |        |
| Inscrits / participation |                    |          |        |              |              |             |             |        |        |

### Calvisson
- Maire sortant : André Sauzède (SE)
- 29 sièges à pourvoir au conseil municipal (population légale 2022 : 6 295 habitants)
- 9 sièges à pourvoir au conseil communautaire (CC du Pays de Sommières)

| Tête de liste | Tête de liste | Parti(s) | Nuance | Premier tour | Premier tour | Second tour | Second tour | Sièges | Sièges |
| Tête de liste | Tête de liste | Parti(s) | Nuance | Voix         | %            | Voix        | %           | CM     | CC     |
| ------------- | ------------- | -------- | ------ | ------------ | ------------ | ----------- | ----------- | ------ | ------ |

### Caveirac
- Maire sortant : Jean-Luc Chailan (DVD)
- 27 sièges à pourvoir au conseil municipal (population légale 2022 : 4 328 habitants)
- 1 siège à pourvoir au conseil communautaire (Nîmes Métropole)

| Tête de liste | Tête de liste | Parti(s) | Nuance | Premier tour | Premier tour | Second tour | Second tour | Sièges | Sièges |
| Tête de liste | Tête de liste | Parti(s) | Nuance | Voix         | %            | Voix        | %           | CM     | CC     |
| ------------- | ------------- | -------- | ------ | ------------ | ------------ | ----------- | ----------- | ------ | ------ |

### Clarensac
- Maire sortant : Patrick Gervais (SE)
- 27 sièges à pourvoir au conseil municipal (population légale 2022 : 4 257 habitants)
- 2 sièges à pourvoir au conseil communautaire (Nîmes Métropole)

| Tête de liste | Tête de liste | Parti(s) | Nuance | Premier tour | Premier tour | Second tour | Second tour | Sièges | Sièges |
| Tête de liste | Tête de liste | Parti(s) | Nuance | Voix         | %            | Voix        | %           | CM     | CC     |
| ------------- | ------------- | -------- | ------ | ------------ | ------------ | ----------- | ----------- | ------ | ------ |

### Gallargues-le-Montueux
- Maire sortant : Freddy Cerda (UDI), ne se représente pas[6]
- 27 sièges à pourvoir au conseil municipal (population légale 2022 : 3 615 habitants)
- 5 sièges à pourvoir au conseil communautaire (CC Rhôny Vistre Vidourle)

| Tête de liste            | Tête de liste            | Parti(s) | Nuance | Premier tour | Premier tour | Second tour | Second tour | Sièges | Sièges |
| Tête de liste            | Tête de liste            | Parti(s) | Nuance | Voix         | %            | Voix        | %           | CM     | CC     |
| ------------------------ | ------------------------ | -------- | ------ | ------------ | ------------ | ----------- | ----------- | ------ | ------ |
|                          | Laurence Barduca-Fauquet | DVC-UDI  |        |              |              |             |             |        |        |
|                          |                          |          |        |              |              |             |             |        |        |
| Exprimés                 |                          |          |        |              |              |             |             |        |        |
| Votes blancs             |                          |          |        |              |              |             |             |        |        |
| Votes nuls               |                          |          |        |              |              |             |             |        |        |
| Total                    | Total                    | Total    | Total  |              | 100          |             | 100         | 27     | 5      |
| Absentions               |                          |          |        |              |              |             |             |        |        |
| Inscrits / participation |                          |          |        |              |              |             |             |        |        |

### Garons
- Maire sortant : Yves Rodriguez (DVD)
- 29 sièges à pourvoir au conseil municipal (population légale 2022 : 5 244 habitants)
- 2 sièges à pourvoir au conseil communautaire (Nîmes Métropole)

| Tête de liste | Tête de liste | Parti(s) | Nuance | Premier tour | Premier tour | Second tour | Second tour | Sièges | Sièges |
| Tête de liste | Tête de liste | Parti(s) | Nuance | Voix         | %            | Voix        | %           | CM     | CC     |
| ------------- | ------------- | -------- | ------ | ------------ | ------------ | ----------- | ----------- | ------ | ------ |

### Générac
- Maire sortant : Frédéric Touzellier (LR)
- 27 sièges à pourvoir au conseil municipal (population légale 2022 : 4 039 habitants)
- 1 siège à pourvoir au conseil communautaire (Nîmes Métropole)

| Tête de liste | Tête de liste | Parti(s) | Nuance | Premier tour | Premier tour | Second tour | Second tour | Sièges | Sièges |
| Tête de liste | Tête de liste | Parti(s) | Nuance | Voix         | %            | Voix        | %           | CM     | CC     |
| ------------- | ------------- | -------- | ------ | ------------ | ------------ | ----------- | ----------- | ------ | ------ |

### La Grand-Combe
- Maire sortante : Laurence Baldit (PCF), ne se représente pas[2].
- 27 sièges à pourvoir au conseil municipal (population légale 2022 : 4 837 habitants)
- 3 sièges à pourvoir au conseil communautaire (Alès Agglomération)

| Tête de liste            | Tête de liste  | Parti(s) | Nuance | Premier tour | Premier tour | Second tour | Second tour | Sièges | Sièges |
| Tête de liste            | Tête de liste  | Parti(s) | Nuance | Voix         | %            | Voix        | %           | CM     | CC     |
| ------------------------ | -------------- | -------- | ------ | ------------ | ------------ | ----------- | ----------- | ------ | ------ |
|                          | Pascale Eugène | PCF-PS   |        |              |              |             |             |        |        |
|                          |                |          |        |              |              |             |             |        |        |
| Exprimés                 |                |          |        |              |              |             |             |        |        |
| Votes blancs             |                |          |        |              |              |             |             |        |        |
| Votes nuls               |                |          |        |              |              |             |             |        |        |
| Total                    | Total          | Total    | Total  |              | 100          |             | 100         | 27     | 3      |
| Absentions               |                |          |        |              |              |             |             |        |        |
| Inscrits / participation |                |          |        |              |              |             |             |        |        |

### Le Grau-du-Roi
- Maire sortant : Robert Crauste (SE)
- 29 sièges à pourvoir au conseil municipal (population légale 2022 : 8 513 habitants)
- 13 sièges à pourvoir au conseil communautaire (CC Terre de Camargue)

| Tête de liste            | Tête de liste            | Parti(s) | Nuance | Premier tour | Premier tour | Second tour | Second tour | Sièges | Sièges |
| Tête de liste            | Tête de liste            | Parti(s) | Nuance | Voix         | %            | Voix        | %           | CM     | CC     |
| ------------------------ | ------------------------ | -------- | ------ | ------------ | ------------ | ----------- | ----------- | ------ | ------ |
|                          | Robert Crauste,          | SE       |        |              |              |             |             |        |        |
|                          | Sophie Pellegrin-Ponsole | HOR      |        |              |              |             |             |        |        |
|                          | Charly Crespe            | DVD      |        |              |              |             |             |        |        |
|                          | Alain Guy                | UDR      |        |              |              |             |             |        |        |
|                          |                          |          |        |              |              |             |             |        |        |
| Exprimés                 |                          |          |        |              |              |             |             |        |        |
| Votes blancs             |                          |          |        |              |              |             |             |        |        |
| Votes nuls               |                          |          |        |              |              |             |             |        |        |
| Total                    | Total                    | Total    | Total  |              | 100          |             | 100         | 29     | 13     |
| Absentions               |                          |          |        |              |              |             |             |        |        |
| Inscrits / participation |                          |          |        |              |              |             |             |        |        |

### Jonquières-Saint-Vincent
- Maire sortant : Jean-Marie Fournier (LR)
- 27 sièges à pourvoir au conseil municipal (population légale 2022 : 3 886 habitants)
- 4 sièges à pourvoir au conseil communautaire (CC Beaucaire Terre d'Argence)

| Tête de liste | Tête de liste | Parti(s) | Nuance | Premier tour | Premier tour | Second tour | Second tour | Sièges | Sièges |
| Tête de liste | Tête de liste | Parti(s) | Nuance | Voix         | %            | Voix        | %           | CM     | CC     |
| ------------- | ------------- | -------- | ------ | ------------ | ------------ | ----------- | ----------- | ------ | ------ |

### Laudun-l'Ardoise
- Maire sortant : Yves Cazorla (SE)
- 29 sièges à pourvoir au conseil municipal (population légale 2022 : 6 673 habitants)
- 6 sièges à pourvoir au conseil communautaire (CA du Gard rhodanien)

| Tête de liste            | Tête de liste | Parti(s) | Nuance | Premier tour | Premier tour | Second tour | Second tour | Sièges | Sièges |
| Tête de liste            | Tête de liste | Parti(s) | Nuance | Voix         | %            | Voix        | %           | CM     | CC     |
| ------------------------ | ------------- | -------- | ------ | ------------ | ------------ | ----------- | ----------- | ------ | ------ |
|                          | Patrice Prat  | DVG      |        |              |              |             |             |        |        |
|                          |               |          |        |              |              |             |             |        |        |
| Exprimés                 |               |          |        |              |              |             |             |        |        |
| Votes blancs             |               |          |        |              |              |             |             |        |        |
| Votes nuls               |               |          |        |              |              |             |             |        |        |
| Total                    | Total         | Total    | Total  |              | 100          |             | 100         | 29     | 6      |
| Absentions               |               |          |        |              |              |             |             |        |        |
| Inscrits / participation |               |          |        |              |              |             |             |        |        |

### Manduel
- Maire sortant : Jean-Jacques Granat (LR)
- 29 sièges à pourvoir au conseil municipal (population légale 2022 : 7 087 habitants)
- 3 sièges à pourvoir au conseil communautaire (Nîmes Métropole)

| Tête de liste | Tête de liste | Parti(s) | Nuance | Premier tour | Premier tour | Second tour | Second tour | Sièges | Sièges |
| Tête de liste | Tête de liste | Parti(s) | Nuance | Voix         | %            | Voix        | %           | CM     | CC     |
| ------------- | ------------- | -------- | ------ | ------------ | ------------ | ----------- | ----------- | ------ | ------ |

### Marguerittes
- Maire sortant : Rémi Nicolas (DVG)
- 29 sièges à pourvoir au conseil municipal (population légale 2022 : 8 370 habitants)
- 4 sièges à pourvoir au conseil communautaire (Nîmes Métropole)

| Tête de liste | Tête de liste | Parti(s) | Nuance | Premier tour | Premier tour | Second tour | Second tour | Sièges | Sièges |
| Tête de liste | Tête de liste | Parti(s) | Nuance | Voix         | %            | Voix        | %           | CM     | CC     |
| ------------- | ------------- | -------- | ------ | ------------ | ------------ | ----------- | ----------- | ------ | ------ |

### Milhaud
- Maire sortant : Jean-Luc Descloux (DVD)
- 29 sièges à pourvoir au conseil municipal (population légale 2022 : 6 142 habitants)
- 2 sièges à pourvoir au conseil communautaire (Nîmes Métropole)

| Tête de liste | Tête de liste | Parti(s) | Nuance | Premier tour | Premier tour | Second tour | Second tour | Sièges | Sièges |
| Tête de liste | Tête de liste | Parti(s) | Nuance | Voix         | %            | Voix        | %           | CM     | CC     |
| ------------- | ------------- | -------- | ------ | ------------ | ------------ | ----------- | ----------- | ------ | ------ |

### Montfrin
- Maire sortant : Éric Tremoulet (SE)
- 23 sièges à pourvoir au conseil municipal (population légale 2022 : 3 125 habitants)
- 5 sièges à pourvoir au conseil communautaire (CC du Pont du Gard)

| Tête de liste | Tête de liste | Parti(s) | Nuance | Premier tour | Premier tour | Second tour | Second tour | Sièges | Sièges |
| Tête de liste | Tête de liste | Parti(s) | Nuance | Voix         | %            | Voix        | %           | CM     | CC     |
| ------------- | ------------- | -------- | ------ | ------------ | ------------ | ----------- | ----------- | ------ | ------ |

### Nîmes
- Maire sortant : Jean-Paul Fournier (LR)
- 59 sièges à pourvoir au conseil municipal (population légale 2022 : 150 444 habitants)
- 52 sièges à pourvoir au conseil communautaire (Nîmes Métropole)

| Tête de liste            | Tête de liste     | Parti(s)                            | Nuance | Premier tour | Premier tour | Second tour | Second tour | Sièges | Sièges |
| Tête de liste            | Tête de liste     | Parti(s)                            | Nuance | Voix         | %            | Voix        | %           | CM     | CC     |
| ------------------------ | ----------------- | ----------------------------------- | ------ | ------------ | ------------ | ----------- | ----------- | ------ | ------ |
|                          | Vincent Bouget,   | NeC (PCF PS-PP-LÉ-G.s-LFI diss.-SC) |        |              |              |             |             |        |        |
|                          | Valérie Rouverand | RE                                  |        |              |              |             |             |        |        |
|                          | Julien Plantier,  | NA                                  |        |              |              |             |             |        |        |
|                          | Franck Proust     | LR                                  |        |              |              |             |             |        |        |
|                          |                   |                                     |        |              |              |             |             |        |        |
| Exprimés                 |                   |                                     |        |              |              |             |             |        |        |
| Votes blancs             |                   |                                     |        |              |              |             |             |        |        |
| Votes nuls               |                   |                                     |        |              |              |             |             |        |        |
| Total                    | Total             | Total                               | Total  |              | 100          |             | 100         | 59     | 52     |
| Absentions               |                   |                                     |        |              |              |             |             |        |        |
| Inscrits / participation |                   |                                     |        |              |              |             |             |        |        |

### Pont-Saint-Esprit
- Maire sortant : Valère Segal (SE)
- 33 sièges à pourvoir au conseil municipal (population légale 2022 : 10 759 habitants)
- 10 sièges à pourvoir au conseil communautaire (CA du Gard rhodanien)

| Tête de liste | Tête de liste | Parti(s) | Nuance | Premier tour | Premier tour | Second tour | Second tour | Sièges | Sièges |
| Tête de liste | Tête de liste | Parti(s) | Nuance | Voix         | %            | Voix        | %           | CM     | CC     |
| ------------- | ------------- | -------- | ------ | ------------ | ------------ | ----------- | ----------- | ------ | ------ |

### Poulx
- Maire sortante : Sylvie Compeyron (DVG)
- 27 sièges à pourvoir au conseil municipal (population légale 2022 : 4 265 habitants)
- 1 siège à pourvoir au conseil communautaire (Nîmes Métropole)

| Tête de liste | Tête de liste | Parti(s) | Nuance | Premier tour | Premier tour | Second tour | Second tour | Sièges | Sièges |
| Tête de liste | Tête de liste | Parti(s) | Nuance | Voix         | %            | Voix        | %           | CM     | CC     |
| ------------- | ------------- | -------- | ------ | ------------ | ------------ | ----------- | ----------- | ------ | ------ |

### Pujaut
- Maire sortante : Sandrine Soulier (SE)
- 27 sièges à pourvoir au conseil municipal (population légale 2022 : 3 911 habitants)
- 2 sièges à pourvoir au conseil communautaire (Grand Avignon)

| Tête de liste | Tête de liste | Parti(s) | Nuance | Premier tour | Premier tour | Second tour | Second tour | Sièges | Sièges |
| Tête de liste | Tête de liste | Parti(s) | Nuance | Voix         | %            | Voix        | %           | CM     | CC     |
| ------------- | ------------- | -------- | ------ | ------------ | ------------ | ----------- | ----------- | ------ | ------ |

### Quissac
- Maire sortant : Serge Cathala (DVD)
- 23 sièges à pourvoir au conseil municipal (population légale 2022 : 3 449 habitants)
- 7 sièges à pourvoir au conseil communautaire (CC du Piémont Cévenol)

| Tête de liste | Tête de liste | Parti(s) | Nuance | Premier tour | Premier tour | Second tour | Second tour | Sièges | Sièges |
| Tête de liste | Tête de liste | Parti(s) | Nuance | Voix         | %            | Voix        | %           | CM     | CC     |
| ------------- | ------------- | -------- | ------ | ------------ | ------------ | ----------- | ----------- | ------ | ------ |

### Redessan
- Maire sortante : Fabienne Richard (SE)
- 27 sièges à pourvoir au conseil municipal (population légale 2022 : 4 227 habitants)
- 1 siège à pourvoir au conseil communautaire (Nîmes Métropole)

| Tête de liste | Tête de liste | Parti(s) | Nuance | Premier tour | Premier tour | Second tour | Second tour | Sièges | Sièges |
| Tête de liste | Tête de liste | Parti(s) | Nuance | Voix         | %            | Voix        | %           | CM     | CC     |
| ------------- | ------------- | -------- | ------ | ------------ | ------------ | ----------- | ----------- | ------ | ------ |

### Rochefort-du-Gard
- Maire sortant : Rémy Bachevalier (DVD)
- 29 sièges à pourvoir au conseil municipal (population légale 2022 : 8 067 habitants)
- 3 sièges à pourvoir au conseil communautaire (Grand Avignon)

| Tête de liste | Tête de liste | Parti(s) | Nuance | Premier tour | Premier tour | Second tour | Second tour | Sièges | Sièges |
| Tête de liste | Tête de liste | Parti(s) | Nuance | Voix         | %            | Voix        | %           | CM     | CC     |
| ------------- | ------------- | -------- | ------ | ------------ | ------------ | ----------- | ----------- | ------ | ------ |

### Roquemaure
- Maire sortante : Nathalie Nury (DVG)
- 29 sièges à pourvoir au conseil municipal (population légale 2022 : 5 528 habitants)
- 2 sièges à pourvoir au conseil communautaire (Grand Avignon)

| Tête de liste | Tête de liste | Parti(s) | Nuance | Premier tour | Premier tour | Second tour | Second tour | Sièges | Sièges |
| Tête de liste | Tête de liste | Parti(s) | Nuance | Voix         | %            | Voix        | %           | CM     | CC     |
| ------------- | ------------- | -------- | ------ | ------------ | ------------ | ----------- | ----------- | ------ | ------ |

### Rousson
- Maire sortant : Ghislain Chassary (PCF)
- 27 sièges à pourvoir au conseil municipal (population légale 2022 : 4 437 habitants)
- 2 sièges à pourvoir au conseil communautaire (Alès Agglomération)

| Tête de liste | Tête de liste | Parti(s) | Nuance | Premier tour | Premier tour | Second tour | Second tour | Sièges | Sièges |
| Tête de liste | Tête de liste | Parti(s) | Nuance | Voix         | %            | Voix        | %           | CM     | CC     |
| ------------- | ------------- | -------- | ------ | ------------ | ------------ | ----------- | ----------- | ------ | ------ |

### Saint-Ambroix
- Maire sortant : Jean-Pierre de Faria (LC-LNC)
- 23 sièges à pourvoir au conseil municipal (population légale 2022 : 3 353 habitants)
- 6 sièges à pourvoir au conseil communautaire (CC de Cèze-Cévennes)

| Tête de liste | Tête de liste | Parti(s) | Nuance | Premier tour | Premier tour | Second tour | Second tour | Sièges | Sièges |
| Tête de liste | Tête de liste | Parti(s) | Nuance | Voix         | %            | Voix        | %           | CM     | CC     |
| ------------- | ------------- | -------- | ------ | ------------ | ------------ | ----------- | ----------- | ------ | ------ |

### Saint-Christol-lez-Alès
- Maire sortant : Jean-Charles Bénézet (UDI)
- 29 sièges à pourvoir au conseil municipal (population légale 2022 : 7 199 habitants)
- 4 sièges à pourvoir au conseil communautaire (Alès Agglomération)

| Tête de liste | Tête de liste | Parti(s) | Nuance | Premier tour | Premier tour | Second tour | Second tour | Sièges | Sièges |
| Tête de liste | Tête de liste | Parti(s) | Nuance | Voix         | %            | Voix        | %           | CM     | CC     |
| ------------- | ------------- | -------- | ------ | ------------ | ------------ | ----------- | ----------- | ------ | ------ |

### Saint-Gilles
- Maire sortant : Eddy Valadier (LR)
- 33 sièges à pourvoir au conseil municipal (population légale 2022 : 14 427 habitants)
- 6 sièges à pourvoir au conseil communautaire (Nîmes Métropole)

| Tête de liste | Tête de liste | Parti(s) | Nuance | Premier tour | Premier tour | Second tour | Second tour | Sièges | Sièges |
| Tête de liste | Tête de liste | Parti(s) | Nuance | Voix         | %            | Voix        | %           | CM     | CC     |
| ------------- | ------------- | -------- | ------ | ------------ | ------------ | ----------- | ----------- | ------ | ------ |

### Saint-Geniès-de-Malgoirès
- Maire sortant : Jean-Francois Durand-Coutelle (LR)
- 23 sièges à pourvoir au conseil municipal (population légale 2022 : 3 172 habitants)
- 1 siège à pourvoir au conseil communautaire (Nîmes Métropole)

| Tête de liste | Tête de liste | Parti(s) | Nuance | Premier tour | Premier tour | Second tour | Second tour | Sièges | Sièges |
| Tête de liste | Tête de liste | Parti(s) | Nuance | Voix         | %            | Voix        | %           | CM     | CC     |
| ------------- | ------------- | -------- | ------ | ------------ | ------------ | ----------- | ----------- | ------ | ------ |

### Saint-Hilaire-de-Brethmas
- Maire sortant : Jean-Michel Perret (PS)
- 27 sièges à pourvoir au conseil municipal (population légale 2022 : 4 643 habitants)
- 2 sièges à pourvoir au conseil communautaire (Alès Agglomération)

| Tête de liste | Tête de liste | Parti(s) | Nuance | Premier tour | Premier tour | Second tour | Second tour | Sièges | Sièges |
| Tête de liste | Tête de liste | Parti(s) | Nuance | Voix         | %            | Voix        | %           | CM     | CC     |
| ------------- | ------------- | -------- | ------ | ------------ | ------------ | ----------- | ----------- | ------ | ------ |

### Saint-Hippolyte-du-Fort
- Maire sortant : Bruno Olivieri (SE)
- 27 sièges à pourvoir au conseil municipal (population légale 2022 : 3 739 habitants)
- 9 sièges à pourvoir au conseil communautaire (CC du Piémont Cévenol)

| Tête de liste | Tête de liste | Parti(s) | Nuance | Premier tour | Premier tour | Second tour | Second tour | Sièges | Sièges |
| Tête de liste | Tête de liste | Parti(s) | Nuance | Voix         | %            | Voix        | %           | CM     | CC     |
| ------------- | ------------- | -------- | ------ | ------------ | ------------ | ----------- | ----------- | ------ | ------ |

### Saint-Julien-les-Rosiers
- Maire sortant : Serge Bord (PCF)
- 23 sièges à pourvoir au conseil municipal (population légale 2022 : 3 492 habitants)
- 2 sièges à pourvoir au conseil communautaire (Alès Agglomération)

| Tête de liste | Tête de liste | Parti(s) | Nuance | Premier tour | Premier tour | Second tour | Second tour | Sièges | Sièges |
| Tête de liste | Tête de liste | Parti(s) | Nuance | Voix         | %            | Voix        | %           | CM     | CC     |
| ------------- | ------------- | -------- | ------ | ------------ | ------------ | ----------- | ----------- | ------ | ------ |

### Saint-Laurent-d'Aigouze
- Maire sortant : Thierry Féline (SE)
- 27 sièges à pourvoir au conseil municipal (population légale 2022 : 3 651 habitants)
- 6 sièges à pourvoir au conseil communautaire (CC Terre de Camargue)

| Tête de liste | Tête de liste | Parti(s) | Nuance | Premier tour | Premier tour | Second tour | Second tour | Sièges | Sièges |
| Tête de liste | Tête de liste | Parti(s) | Nuance | Voix         | %            | Voix        | %           | CM     | CC     |
| ------------- | ------------- | -------- | ------ | ------------ | ------------ | ----------- | ----------- | ------ | ------ |

### Saint-Martin-de-Valgalgues
- Maire sortant : Claude Cerpedes (PCF)
- 27 sièges à pourvoir au conseil municipal (population légale 2022 : 4 721 habitants)
- 2 sièges à pourvoir au conseil communautaire (Alès Agglomération)

| Tête de liste | Tête de liste | Parti(s) | Nuance | Premier tour | Premier tour | Second tour | Second tour | Sièges | Sièges |
| Tête de liste | Tête de liste | Parti(s) | Nuance | Voix         | %            | Voix        | %           | CM     | CC     |
| ------------- | ------------- | -------- | ------ | ------------ | ------------ | ----------- | ----------- | ------ | ------ |

### Saint-Privat-des-Vieux
- Maire sortant : Philippe Ribot (UDI)
- 29 sièges à pourvoir au conseil municipal (population légale 2022 : 5 592 habitants)
- 3 sièges à pourvoir au conseil communautaire (Alès Agglomération)

| Tête de liste | Tête de liste | Parti(s) | Nuance | Premier tour | Premier tour | Second tour | Second tour | Sièges | Sièges |
| Tête de liste | Tête de liste | Parti(s) | Nuance | Voix         | %            | Voix        | %           | CM     | CC     |
| ------------- | ------------- | -------- | ------ | ------------ | ------------ | ----------- | ----------- | ------ | ------ |

### Saint-Quentin-la-Poterie
- Maire sortant : Yvon Bonzi (PS)
- 23 sièges à pourvoir au conseil municipal (population légale 2022 : 3 110 habitants)
- 6 sièges à pourvoir au conseil communautaire (CC Pays d'Uzès)

| Tête de liste | Tête de liste | Parti(s) | Nuance | Premier tour | Premier tour | Second tour | Second tour | Sièges | Sièges |
| Tête de liste | Tête de liste | Parti(s) | Nuance | Voix         | %            | Voix        | %           | CM     | CC     |
| ------------- | ------------- | -------- | ------ | ------------ | ------------ | ----------- | ----------- | ------ | ------ |

### Salindres
- Maire sortant : Étienne Malachanne (DVG)
- 27 sièges à pourvoir au conseil municipal (population légale 2022 : 3 648 habitants)
- 2 sièges à pourvoir au conseil communautaire (Alès Agglomération)

| Tête de liste | Tête de liste | Parti(s) | Nuance | Premier tour | Premier tour | Second tour | Second tour | Sièges | Sièges |
| Tête de liste | Tête de liste | Parti(s) | Nuance | Voix         | %            | Voix        | %           | CM     | CC     |
| ------------- | ------------- | -------- | ------ | ------------ | ------------ | ----------- | ----------- | ------ | ------ |

### Sommières
- Maire sortant : Pierre Martinez (SE)
- 29 sièges à pourvoir au conseil municipal (population légale 2022 : 5 028 habitants)
- 8 sièges à pourvoir au conseil communautaire (CC du Pays de Sommières)

| Tête de liste | Tête de liste | Parti(s) | Nuance | Premier tour | Premier tour | Second tour | Second tour | Sièges | Sièges |
| Tête de liste | Tête de liste | Parti(s) | Nuance | Voix         | %            | Voix        | %           | CM     | CC     |
| ------------- | ------------- | -------- | ------ | ------------ | ------------ | ----------- | ----------- | ------ | ------ |

### Uchaud
- Maire sortant : Joffrey Léon (DVD)
- 27 sièges à pourvoir au conseil municipal (population légale 2022 : 4 824 habitants)
- 6 sièges à pourvoir au conseil communautaire (CC Rhôny Vistre Vidourle)

| Tête de liste | Tête de liste | Parti(s) | Nuance | Premier tour | Premier tour | Second tour | Second tour | Sièges | Sièges |
| Tête de liste | Tête de liste | Parti(s) | Nuance | Voix         | %            | Voix        | %           | CM     | CC     |
| ------------- | ------------- | -------- | ------ | ------------ | ------------ | ----------- | ----------- | ------ | ------ |

### Uzès
- Maire sortant : Jean-Luc Chapon (PRV)
- 29 sièges à pourvoir au conseil municipal (population légale 2022 : 8 360 habitants)
- 16 sièges à pourvoir au conseil communautaire (CC Pays d'Uzès)

| Tête de liste | Tête de liste | Parti(s) | Nuance | Premier tour | Premier tour | Second tour | Second tour | Sièges | Sièges |
| Tête de liste | Tête de liste | Parti(s) | Nuance | Voix         | %            | Voix        | %           | CM     | CC     |
| ------------- | ------------- | -------- | ------ | ------------ | ------------ | ----------- | ----------- | ------ | ------ |

### Vauvert
- Maire sortant : Jean Denat (PS)
- 33 sièges à pourvoir au conseil municipal (population légale 2022 : 11 772 habitants)
- 16 sièges à pourvoir au conseil communautaire (CC de Petite Camargue)

| Tête de liste | Tête de liste | Parti(s) | Nuance | Premier tour | Premier tour | Second tour | Second tour | Sièges | Sièges |
| Tête de liste | Tête de liste | Parti(s) | Nuance | Voix         | %            | Voix        | %           | CM     | CC     |
| ------------- | ------------- | -------- | ------ | ------------ | ------------ | ----------- | ----------- | ------ | ------ |

### Vergèze
- Maire sortante : Pascale Fortunat-Deschamps (DVG)
- 29 sièges à pourvoir au conseil municipal (population légale 2022 : 5 778 habitants)
- 6 sièges à pourvoir au conseil communautaire (CC Rhôny Vistre Vidourle)

| Tête de liste | Tête de liste | Parti(s) | Nuance | Premier tour | Premier tour | Second tour | Second tour | Sièges | Sièges |
| Tête de liste | Tête de liste | Parti(s) | Nuance | Voix         | %            | Voix        | %           | CM     | CC     |
| ------------- | ------------- | -------- | ------ | ------------ | ------------ | ----------- | ----------- | ------ | ------ |

### Le Vigan
- Maire sortante : Sylvie Arnal (DVG)
- 27 sièges à pourvoir au conseil municipal (population légale 2022 : 3 786 habitants)
- 15 sièges à pourvoir au conseil communautaire (CC du Pays viganais)

| Tête de liste            | Tête de liste    | Parti(s) | Nuance | Premier tour | Premier tour | Second tour | Second tour | Sièges | Sièges |
| Tête de liste            | Tête de liste    | Parti(s) | Nuance | Voix         | %            | Voix        | %           | CM     | CC     |
| ------------------------ | ---------------- | -------- | ------ | ------------ | ------------ | ----------- | ----------- | ------ | ------ |
|                          | François Clément | SE       |        |              |              |             |             |        |        |
|                          |                  |          |        |              |              |             |             |        |        |
| Exprimés                 |                  |          |        |              |              |             |             |        |        |
| Votes blancs             |                  |          |        |              |              |             |             |        |        |
| Votes nuls               |                  |          |        |              |              |             |             |        |        |
| Total                    | Total            | Total    | Total  |              | 100          |             | 100         | 27     | 15     |
| Absentions               |                  |          |        |              |              |             |             |        |        |
| Inscrits / participation |                  |          |        |              |              |             |             |        |        |

### Villeneuve-lès-Avignon
- Maire sortante : Pascale Bories (LR)
- 33 sièges à pourvoir au conseil municipal (population légale 2022 : 12 950 habitants)
- 4 sièges à pourvoir au conseil communautaire (Grand Avignon)

| Tête de liste | Tête de liste | Parti(s) | Nuance | Premier tour | Premier tour | Second tour | Second tour | Sièges | Sièges |
| Tête de liste | Tête de liste | Parti(s) | Nuance | Voix         | %            | Voix        | %           | CM     | CC     |
| ------------- | ------------- | -------- | ------ | ------------ | ------------ | ----------- | ----------- | ------ | ------ |